# دي جاي روجرز
دي جاي روجرز (بالإنجليزية: D. J. Rogers)‏ هو مغني أمريكي، ولد في 9 مايو 1948 في لوس أنجلوس في الولايات المتحدة.

## وصلات خارجية
- دي جاي روجرز على موقع ميوزك برينز (الإنجليزية)
- دي جاي روجرز على موقع ميوزك برينز (الإنجليزية)
- دي جاي روجرز على موقع أول ميوزيك (الإنجليزية)
- دي جاي روجرز على موقع ديسكوغز (الإنجليزية)